# Naevala
Naevala is een geslacht van schimmels uit de familie Discinellaceae. De typesoort is Naevala minutissima, maar deze soort is later hernoemd naar Naevala perexigua.

## Soorten
Volgens Index Fungorum telt het geslacht vijf soorten (peildatum februari 2022):
| Soortnaam                             | Auteur(s)                            | Publicatiejaar |
| ------------------------------------- | ------------------------------------ | -------------- |
| Naevala hysteropezizoides             | (Rehm) B. Hein                       | 1976           |
| Naevala marginata                     | B. Hein                              | 1976           |
| Naevala perexigua (Eikenbladschijfje) | (Roberge ex Desm.) K. Holm & L. Holm | 1978           |
| Naevala ribis                         | B. Hein                              | 1976           |
| Naevala vleugelii                     | (Rehm) B. Hein                       | 1976           |